# MLS Shield
MLS Shield — спеціальна версія патрульного броньованого автомобіля із рівнем захисту STANAG Level 1 або 2. Виробник: Mobile Land Systems (MLS), ОАЕ-Італія.

## Опис

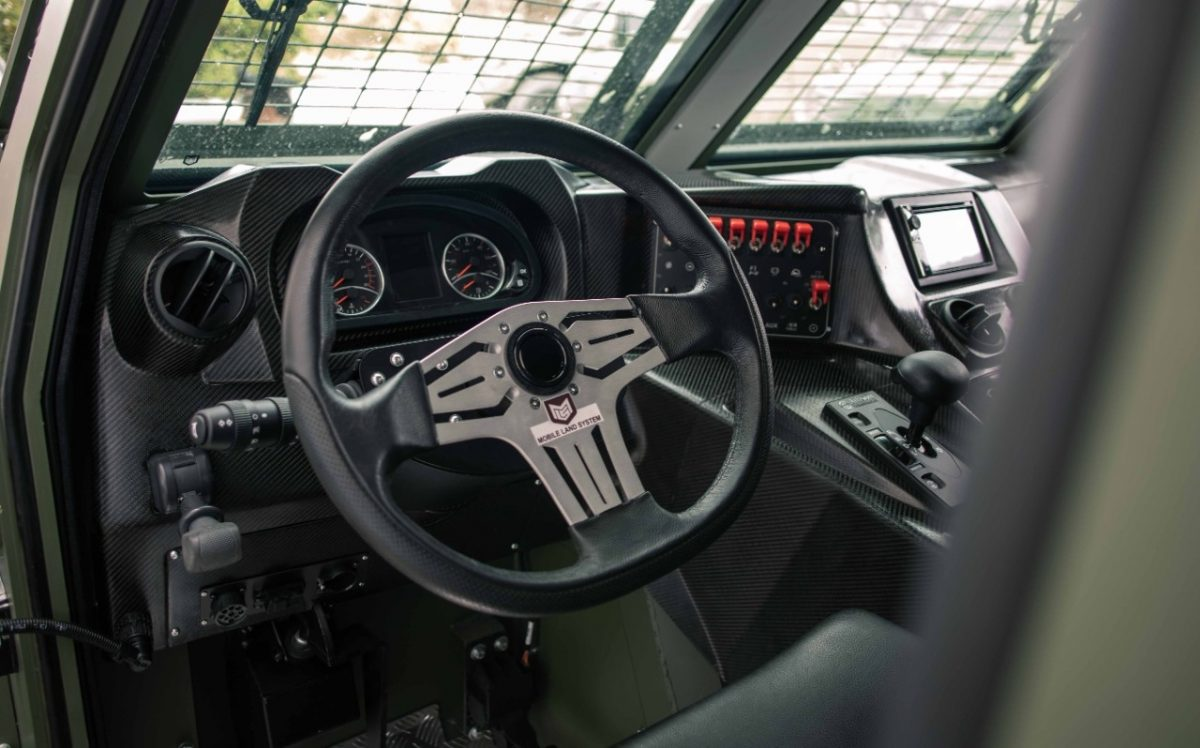

SHIELD APC не використовує жодного комерційного шасі, але, як стверджують виробники, — шасі Shield APC на 100 % розроблено та виготовлено компанією 'MLS Mobile Land Systems'.
Дах машини зроблений так, що можна розмістити поворотну турель.
Під капотом 6,7-літровий турбодизель Cummins потужністю 360 к.с. та 1100 Нм моменту. Авто має шестиступінчасту автоматичну коробку передач Alison.
- Висота — 2816 мм[2]
- Ширина — 2530 мм
- Довжина — 6308 мм
- Вага — 10,5 т, а повна споряджена маса бронеавтомобіля може сягати 13 тонн[3].
- Подолання броду — до 1 м
- Десант — 6 чоловік
- Бронювання від куль — 7,62 мм
- Кліренс — 549 мм
- Броньований бензобак
- Бордюр — 450 мм[4]
- Розганяється до 110 км/год. Запас ходу MLS SHIELD — 500 кілометрів[5].

## Бойове застосування

### Російсько-українська війна
Восени 2022 бронеавтомобіль MLS Shield потрапив під вогонь з «Градів», у той час в кабіні було сім осіб. Усі семеро бійців залишилися живими.

## Оператори

### Україна
У серпні 2022 року ГО «Справа громад» оголосила збір і придбала за 1 457 000 доларів 11 автомобілів MLS SHIELD, які отримали десантно-штурмові війська Збройних сил України. Кожен внесок у цей проєкт подвоював фонд Петра Порошенка.